# Flotação
Flotação é uma técnica de separação de misturas que consiste na introdução de bolhas de ar a uma suspensão de partículas. Com isso, verifica-se que as partículas aderem às bolhas, formando uma espuma que pode ser removida da solução, o que permite separar seus componentes de maneira efetiva. As partículas a serem flotadas são tornadas hidrofóbicas pela adição dos produtos químicos apropriados.
É o contrário da sedimentação, pois o fenômeno se deve ao fato de haver um meio de dispersão das partículas e à tensão superficial do meio, assim como o ângulo formado entre as bolhas e as partículas. O maior número possível de moléculas se deslocará da superfície para o interior do líquido e a superfície tenderá a contrair-se. Isso também explica por que gotículas de um líquido ou bolhas de gás tendem a adquirir uma forma esférica. Por via de regra a eficácia da flotação diminui conforme a partícula ultrapassa 150 pm.
A aplicação na separação de minerais é o emprego mais convencional da flotação, seguido de seu uso na recuperação de corantes em indústrias de papel, tratamento de água e esgoto. A flotação por ar disperso utilizada nos projetos de despoluição, como nos lagos dos parques Ibirapuera e da Aclimação – em São Paulo – e nos córregos que os abastecem, engloba: etapas de separação do lixo trazido pelas chuvas; introdução de substâncias na água que reduzem a acidez e iniciam o processo de coagulação dos poluentes; e injeção de oxigênio por baixo do tanque, que arrasta as partículas sólidas para a superfície, onde uma draga coleta todo o lodo formado no processo e o encaminha para as estações de tratamento de esgoto.
O processo de reciclagem do plástico PET (polietileno tereftalato) também foi viabilizado graças ao processo de flotação. O maior problema na reciclagem desse polímero era não conseguir separá-lo do PVC (policloreto de vinila), já que os dois são muitos parecidos e, muitas vezes, ocorria a contaminação cruzada. Para tornar possível a flotação, foi necessário o uso de um agente surfactante que modifica a superfície do PET, fazendo com que ele apresente mais afinidade pela água do que o PVC. Dessa forma, os dois materiais são picados, lavados e colocados em solução aquosa com o surfactante. Em seguida, as bolhas geradas no sistema carregam o PET, deixando o PVC na solução.

## Exemplos
- Na mineração, para separar os minérios de suas impurezas, tritura-se a rocha e adiciona-se óleo, promovendo neste a fixação das partículas do minério. Juntando-se água ao conjunto, as partículas fixadas no óleo vão para a superfície e as impurezas ficam no fundo da vasilha.
- No tratamento de esgoto, é injetada microbolha (ar+água) de baixo para cima, fazendo com que os flocos (material orgânico separado por reação química) dispersos no canal de tratamento fiquem na superfície, podendo ser removidos através de pás raspadoras.
- A flotação também pode ser um método de fracionamento entre sólidos, como é feito na reciclagem de plásticos, por exemplo[6].

### Flotadores no tratamento de água
No adensamento por flotação, o ar é introduzido na solução através de uma câmara de alta pressão. Quando a solução é despressurizada, o ar dissolvido forma microbolhas que se dirigem para cima, arrastando consigo os flocos de lodo, que são então removidos na superfície.